# Џон де Мол Млађи
Јоханес Хендрикус Хуберт де Мол Млађи (хол. Johannes Hendrikus Hubert de Mol Jr.; Хаг, 24. април 1955) холандски је медијски тајкун. Један је од људи иза продуцентских кућа Endemol и Talpa. Аутор је ријалити-франшиза Big Brother, Fear Factor и The Voice. Године 2017. Forbes је проценио да је вредан око 1,5 милијарди долара.